# Alexandre Promio
 (décembre 2017).
Jean Alexandre Louis Promio, dit Alexandre Promio, est un opérateur de vues photographiques animées de Louis Lumière (cinématographiste), né le 9 juillet 1868 à Lyon et décédé le 24 décembre 1926 à Asnières. Il fut l'un des premiers reporters du cinéma (avec Félix Mesguich, Francis Doublier et Marius Chapuis).
Il est souvent considéré comme le découvreur du travelling.

## Les origines
D'origine italienne, Alexandre ("Sacha") Promio suit des études à l’école de La Martinière de Lyon. Avant de s'intéresser à la photographie, il exerce différentes activités (employé des postes et télégraphes, représentant des champagnes Mercier...) et se taille une réputation locale comme baryton en compagnie de son épouse Juliette Promio-Évrard (1866-1952), elle-même cantatrice.
Son intérêt pour la photographie et la toute nouvelle caméra Cinématographe le conduit à entrer en contact avec Louis Lumière, au début de l'année 1896. Celui-ci lui confie tout de suite une place essentielle dans le dispositif de production et de diffusion des vues photographiques animées. En peu de temps, il est nommé responsable du service cinématographique Lumière et se charge de la formation des premiers opérateurs jusqu'en mars 1896.

## L'Espagne (juin 1896)

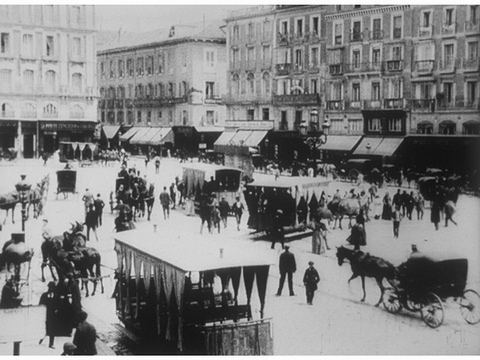
Photogramme tiré de Puerta del Sol, Madrid, vue no 260, tournée par Alexandre Promio en juin 1896

Après avoir assuré quelques présentations en France, Alexandre Promio entreprend son premier grand voyage à l'étranger. Il s'agit pour lui de faire ses armes comme cinématographiste et il réalise les premières vues jamais filmées en Espagne. À Barcelone (Place du port à Barcelone), puis à Madrid (Puerta del Sol, Danse au bivouac, Lanciers de la reine, Charge…), Alexandre Promio reçoit un appui de poids en la personne de la reine régente qui l'autorise à tourner des vues militaires.

## Le Tour du monde (juin 1896-septembre 1897)
Pendant plus d'un an, sous la direction de Louis Lumière, Alexandre Promio se consacre à alimenter le catalogue des vues photographiques animées de la maison. D'une part, il filme de très nombreuses vues générales (documentaires) et des vues d'actualité (reportages). En Angleterre, il tourne Cortège au mariage de la princesse Maud, avant de partir aux États-Unis où il arrive en septembre 1896. De New York à Chicago en passant par Boston et les chutes du Niagara (Les Chutes, Les Rapides), il réalise une vingtaine de films dont Descente des voyageurs du pont de Brooklyn, Défilé de policemen, Market Street.
Peu après, il se rend en Italie où il tourne deux de ses vues les plus célèbres, Panorama du Grand Canal pris d'un bateau et Panorama de la place Saint-Marc pris d'un bateau. Contrairement à ce qui est généralement admis, Alexandre Promio n'est pas le premier à réaliser ce que les frères Lumière baptisent un panorama Lumière (qui est appelé aujourd'hui un travelling). En effet, Constant Girel, à Cologne, en septembre 1896, avait déjà utilisé un bateau descendant le cours du Rhin pour ajouter au catalogue Lumière le fameux Panorama pris d'un bateau. Mais Constant Girel effectue ce panorama par désinvolture et paresse — il est d'ailleurs renvoyé la même année pour cette raison par Louis Lumière — en revanche, Promio devine ce que peut apporter au cinéma un tel procédé : il en est ainsi le divulgateur et le premier théoricien.
Promio consacre plusieurs mois à parcourir la Méditerranée où il continue à nourrir le catalogue Lumière : Alger en décembre 1896 (Prière du muezzin, Ânes...), le Moyen-Orient en mars 1897 (La Voie douloureuse et Entrée du Saint-Sépulcre, Départ de Jérusalem en chemin de fer...), l'Égypte (Bourricots sous les palmiers, Les Pyramides (vue générale), la série de 8 vues Panorama des rives du Nil...).
De mai à juin 1897, Alexandre Promio, outre les vues générales (Boulevard Anspach à Bruxelles), réalise ses premiers grands reportages. Il couvre ainsi pour les Lumière l'Exposition des Arts et de l'Industrie (mai-octobre 1897, Stockholm), le Jubilé de la reine Victoria (22-30 juin 1897), le voyage du président Félix Faure en Russie (août 1897) et tourne (septembre-octobre 1897) une série de vues industrielles de l'Irlande et de l'Angleterre.

## Les bandes composées (1897-1898)
Installé à Paris, Alexandre Promio se lance dans le tournage de « bandes composées ». Grâce au décorateur Marcel Jambon (1848-1908) et au "metteur en scène" Georges Hatot (1876-1959), il oriente la production Lumière vers les tableaux animés, sous la pression commerciale d'un concurrent talentueux, Georges Méliès. Il tourne ainsi, en septembre 1897, L'Assassinat du duc de Guise, Les Dernières Cartouches (d'après la toile homonyme d'Alphonse de Neuville de 1873), Néron essayant des poisons sur des esclaves, La Mort de Marat... Il s'agit de vues très souvent inspirées de la peinture académique du XIXe siècle et de la peinture de salon. La série la plus connue et la plus divulguée est sans nul doute La Vie et la Passion de Jésus-Christ (septembre-octobre 1898), un nouveau succès public que présentent aussi les firmes concurrentes, notamment Gaumont (avec Alice Guy, première réalisatrice du cinéma et initiatrice du genre que l'on nommera plus tard : péplum).

## Activités diverses (1898-1902)
Après ses années d'intense activité, Alexandre Promio retrouve un rythme de vie plus en accord avec celle d'un bourgeois au tournant du siècle. Il consacre son temps à rédiger une sorte de traité photographique, publié à Lyon dans Le Progrès illustré, qui n'apporte guère de nouveautés sur cet art. Par ailleurs, toujours représentant du champagne Mercier, il obtient les Palmes académiques (1898). Ses activités cinématographiques vont essentiellement se limiter à l'Europe dont la série de vues tournées à l'occasion des Funérailles de la reine Victoria (février 1901) qu'il filme « au moyen de deux appareils placés côte à côte et qu'un aide approvisionnait de bande vierge pendant qu'[il tournait] le second instrument. »

## Le photorama (1902-1907)

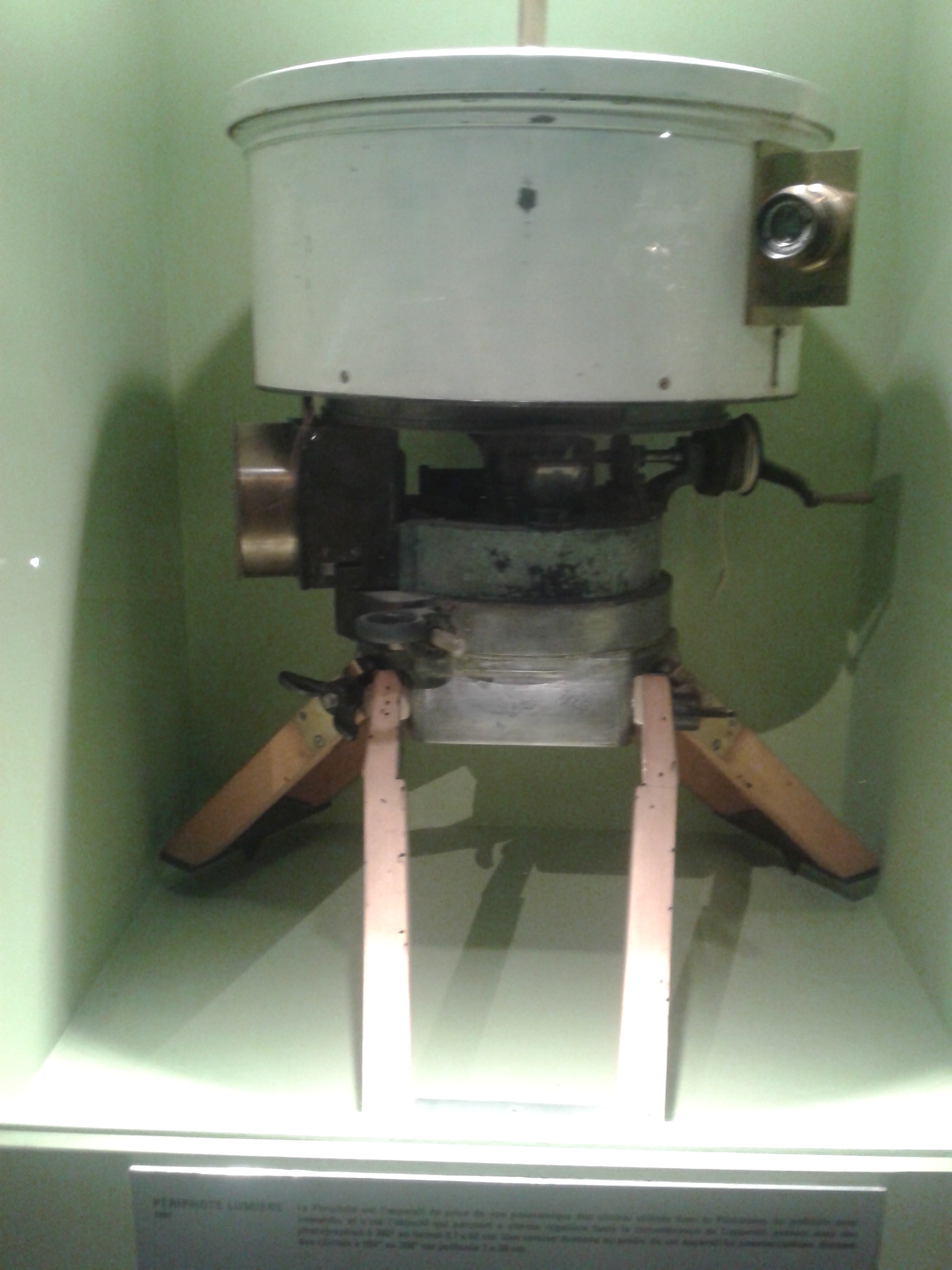
Un périphote Lumière.

Grâce au périphote, appareil permettant de prendre des vues à 360º, les photographies sont ensuite projetées dans le photorama (breveté par les frères Lumière en 1900) installé, à partir de 1902, au 18, rue de Clichy (Paris). Après deux années d'exploitation, Alexandre Promio, croyant sans doute à l'avenir de cette nouvelle invention, constitue la Société du Périphote et du Photorama afin d'exploiter le panorama. Les résultats ne sont pas à la hauteur des espoirs soulevés et c'est dans l'indifférence générale que la salle ferme en 1907.

## La Compagnie Théophile Pathé (1907-1910)

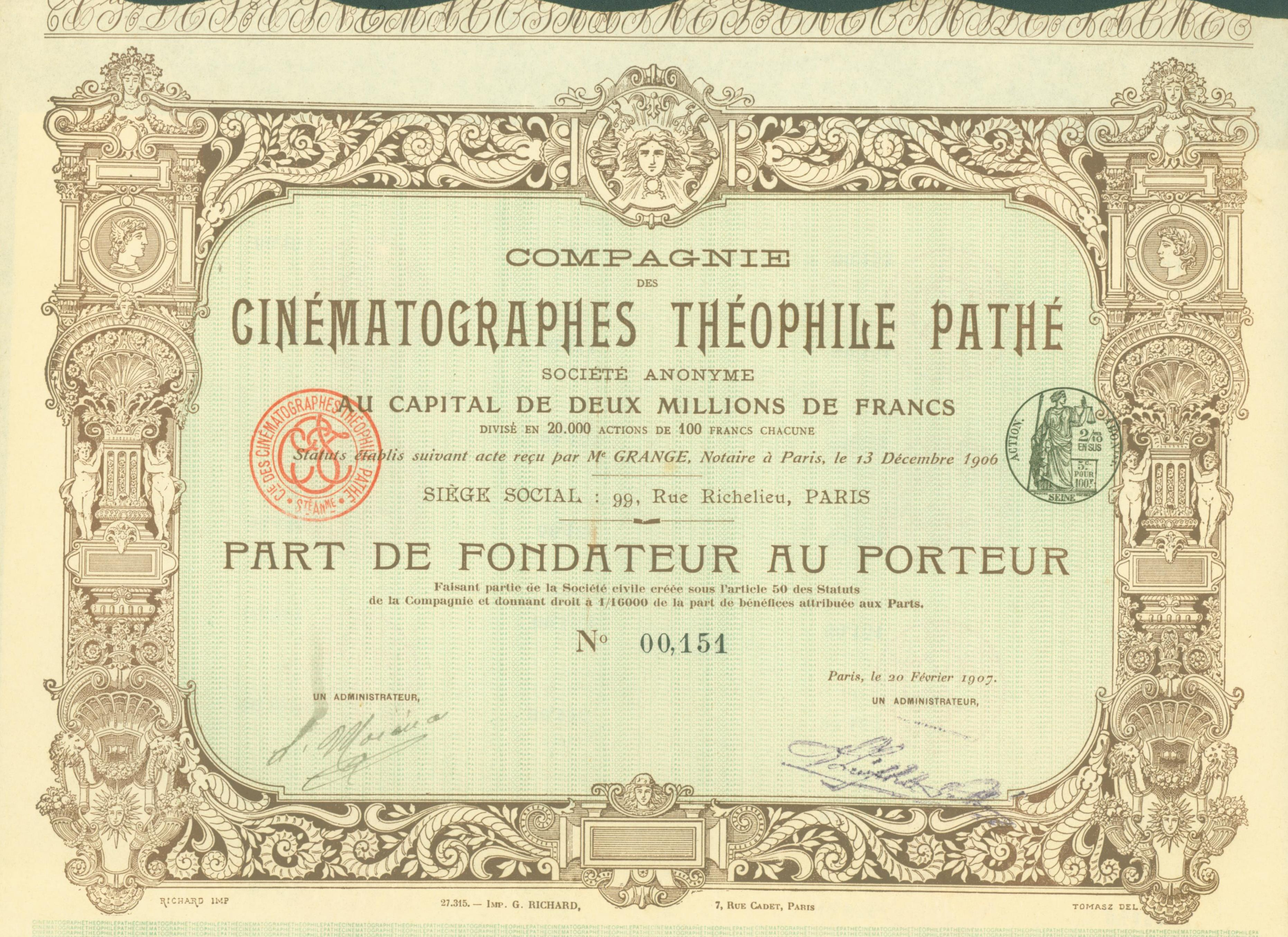
Part de Fondateur de la Compagnie des Cinématographes Théophile Pathé en date du 20 fevrier 1907.

Malgré l'échec du photorama, Alexandre Promio croit en l'avenir de l'image animée et, en homme d'affaires, il se lance dans la direction de nouvelles sociétés. Après une brève expérience, avec La Publicité animée (1908-1909), il s'intéresse de près à la Compagnie Théophile Pathé (fondée en 1906), la rivale de Pathé Frères. Profitant de la mauvaise gestion du fondateur, Promio est nommé directeur grâce à son expérience de cinématographiste. Sous sa direction, de nombreux films, documentaires ou fictions, sont tournés dans les années 1908-1909. Toutefois, la situation financière devient de plus en plus critique et Alexandre Promio doit renoncer à diriger la société dont la dissolution n'intervient qu'en 1913.

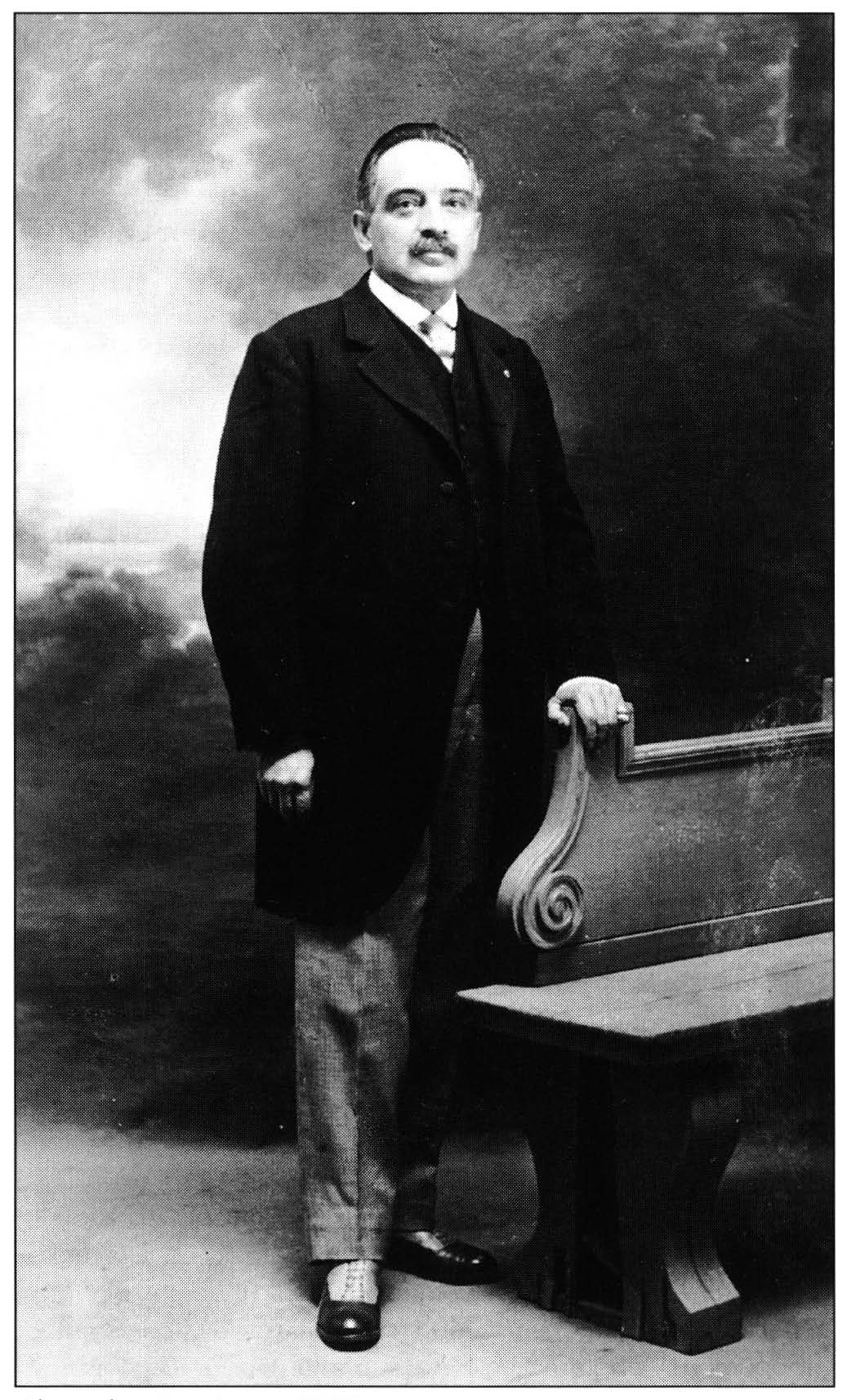
Alexandre Promio en 1920

## L'Algérie (1911-1924)
Alexandre Promio, entre échec professionnel et nouvelle vie privée, s'installe en Algérie pour y rester presque jusqu'à la fin de ses jours. Sans doute déçu, il revient à sa vocation de chanteur grâce à sa nouvelle compagne, Fernande Canu. Après les années de guerre, au cours desquelles il semble avoir eu une activité photographique pour le compte de la Compagnie aérienne française, il profite de la réorganisation administrative de l'Algérie pour se faire nommer directeur du Service photo-cinématographique. C'est à ce titre qu'il déploie une intense activité de propagande dont témoigne le catalogue publié en 1924 où figurent près de 3 000 photographies et 38 films documentaires et l'ouvrage L'Algérie.

## Les dernières années (1924-1926)
Malade, Alexandre Promio rentre en France et s'installe près de Paris. Sa dernière apparition publique connue date du 15 juin 1925 à l'occasion du discours de Louis Lumière à l'Académie des Sciences. Il semble s'être occupé de la Société Fiot dans les derniers temps. Il meurt à son domicile, le 24 décembre 1926, mais la presse spécialisée n'annonce sa mort que quatre mois plus tard.